# 第301映像写真中隊
第301映像写真中隊（だいさんびゃくいちえいぞうしゃしんちゅうたい、JGSDF 301st Image & Photograph Company）は、市ヶ谷駐屯地に駐屯する陸上自衛隊システム通信団隷下のシステム通信科部隊である。

## 概要
陸上幕僚監部および陸上総隊司令部のための映像写真の撮影、編集および処理を任務とする、陸海空自衛隊において最大かつ唯一の映像写真専門部隊である。

## 沿革
第301写真中隊
- 1954年（昭和29年）9月25日：豊島分屯地において第301写真中隊が編成完結。A小隊【実務部隊】を越中島分屯地にB小隊【訓練部隊】を豊島分屯地に配置[1]。
- 1957年（昭和32年）9月2日：芝浦駐屯地開設により豊島分屯地から同駐屯地に移駐。
- 1960年（昭和35年）1月14日：芝浦駐屯地から市ヶ谷駐屯地に移駐し、通信団新編により直轄部隊として編合。
- 2000年（平成12年）3月27日：第301写真中隊（市ヶ谷駐屯地）を廃止。

第301映像写真中隊
- 2000年（平成12年）3月28日：第301映像写真中隊に市ヶ谷駐屯地で改編。
- 2018年（平成30年）3月27日：防衛大臣直轄の通信団が、陸上総隊隷下に異動しシステム通信団へと改編。第301映像写真中隊の一部（朝霞派遣隊）を朝霞駐屯地に分派。

## 部隊編成
- 第301映像写真中隊本部 （中隊長は3等陸佐）
- 映像小隊：広報用、教育訓練用及び研究開発用等の映像の撮影、編集を主に行う。近年では、富士総合火力演習等のライブ配信用映像の撮影担当として知られている[2][3]。
- 写真小隊：広報用、業務用及び教育訓練用等の写真の撮影、処理を主に行う。大臣公式カメラマン要員を内局（防衛省・広報課報道室）に派遣している[4]。
- 朝霞派遣隊：陸上総隊司令部のための映像写真業務を担任[5]。

車両の部隊表示：301映写

## 主な活動状況
- 防衛大臣年頭の辞
- 海外高官等来省関連行事
- 米軍との各種共同訓練
- 研究開発ビデオ
- 自衛隊記念日中央記念式典（観閲式）
- 自衛隊殉職隊員追悼式
- 自衛隊高級幹部会同
- 富士総合火力演習
- 自衛隊音楽まつり
- 国際緊急援助活動(常時要員指定)
- 国際平和協力活動(常時要員指定)